# STS-104
La STS-104 va ser una missió duta a terme amb el Transbordador espacial Atlantis.

## Tripulació
- Steven W. Lindsey (3), Comandant
- Charles O. Hobaugh (1), Pilot
- Michael L. Gernhardt (4), especialista de missió
- James F. Reilly (2), especialista de missió
- Janet L. Kavandi (3), especialista de missió

() El nombre ens parèntesi indica el nombre de vols espacials completats anteriors a la missió STS-104.